# Astrid Lindgren-priset
Astrid Lindgren-priset är ett svenskt litteraturpris, instiftat 1967 av bokförlaget Rabén & Sjögren i syfte att belöna svenska författare inom barn- och ungdomslitteratur.
Priset delas ut årligen på Astrid Lindgrens födelsedag den 14 november och prissumman var till och med 2016 på 50 000 kronor. År 2017, i samband med prisets 50-årsjubileum, dubblerades prissumman till 100 000 kronor då Saltkråkan gick in som medstiftare.

## Pristagare
- 1967 – Åke Holmberg
- 1968 – Ann Mari Falk
- 1969 – Harry Kullman
- 1970 – Lennart Hellsing
- 1971 – Hans Peterson
- 1972 – Maria Gripe
- 1973 – Barbro Lindgren
- 1974 – Inger och Lasse Sandberg
- 1975 – Hans-Eric Hellberg
- 1976 – Irmelin Sandman Lilius
- 1977 – Kerstin Thorvall
- 1978 – Gunnel Linde
- 1979 – Rose Lagercrantz
- 1980 – Maud Reuterswärd (postumt)
- 1981 – Gunilla Bergström
- 1982 – Inger Brattström
- 1983 – Siv Widerberg
- 1984 – Astrid Bergman Sucksdorff
- 1985 – Viveca Sundvall
- 1986 – Margareta Strömstedt
- 1987 – Nan Inger Östman
- 1988 – Lena Anderson och Christina Björk
- 1989 – Annika Holm
- 1990 – Maj Bylock
- 1991 – Max Lundgren
- 1992 – Sven Christer Swahn
- 1993 – Ulf Stark
- 1994 – Eva Wikander
- 1995 – Peter Pohl
- 1996 – Henning Mankell
- 1997 – Anna-Clara och Thomas Tidholm
- 1998 – Bo R. Holmberg
- 1999 – Per Nilsson
- 2000 – Annika Thor
- 2001 – Eva Eriksson
- 2002 – Stefan Casta
- 2003 – Sven Nordqvist
- 2004 – Pernilla Stalfelt
- 2005 – Jujja Wieslander
- 2006 – Ulf Nilsson
- 2007 – Helena Östlund
- 2008 – Pija Lindenbaum
- 2009 – Olof Landström och Lena Landström
- 2010 – Moni Nilsson-Brännström
- 2011 – Jan Lööf
- 2012 – Katarina Kieri
- 2013 – Katarina von Bredow
- 2014 – Frida Nilsson
- 2015 – Mårten Sandén
- 2016 – Anna Höglund
- 2017 – Jenny Jägerfeld
- 2018 – Lisa Bjärbo[3]
- 2019 – Kerstin Lundberg Hahn
- 2020 – Jakob Wegelius
- 2021 – Ylva Karlsson
- 2022 – Mårten Melin
- 2023 – Johan Rundberg
- 2024 – Petter Lidbeck[4]

### Fotnoter
1. ↑  ”Jan Lööf tilldelas Astrid Lindgren-priset 2011”. Rabén & Sjögren. Arkiverad från originalet den 29 maj 2015. https://web.archive.org/web/20150529031455/http://www.rabensjogren.se/pa-gang/Nyheter/2011/Jan-Loof-tilldelas-Astrid-Lindgren-priset-2011/. Läst 26 maj 2012.
2. ↑  ”Jenny Jägerfeld tilldelas Astrid Lindgren-priset”. www.rabensjogren.se. Arkiverad från originalet den 15 november 2017. https://web.archive.org/web/20171115015332/http://www.rabensjogren.se/pa-gang/Nyheter/2017/Jenny-Jagerfeld-tilldelas-Astrid-Lindgren-priset/. Läst 14 november 2017.
3. ↑  Söelund, Emilia (14 november 2018). ”Barn- och ungdomsboksförfattaren Lisa Bjärbo får Astrid Lindgren-priset”. Smålands-Tidningen. Arkiverad från originalet den 15 november 2018. https://web.archive.org/web/20181115030758/https://www.smt.se/article/barn-och-ungdomsboksforfattaren-lisa-bjarbo-far-astrid-lindgren-priset/. Läst 14 november 2018.
4. ↑  ”Petter Lidbeck tilldelas Astrid Lindgren-priset 2024”. Norsteds förlagsgrupp. 14 november 2024. https://press.norstedtsforlagsgrupp.se/post/petter-lidbeck-tilldelas-astrid-lindgren-priset-2024. Läst 25 november 2024.